# دانيال فرانك
دانيال فرانك (بالإنجليزية: Daniel Frank)‏ هو منافس ألعاب قوى أمريكي، ولد في 1882، وتوفي في 20 مارس 1965.

## وصلات خارجية
- دانيال فرانك على موقع أوليمبيديا (الإنجليزية)